# Giuseppe Rocco Volpi
Giuseppe Rocco Volpi est un jésuite, littérateur et archéologue italien, né à Padoue le 16 août 1692 et mort à Rome le 26 septembre 1746.

## Biographie
Giuseppe Rocco Volpi nait à Padoue, le 16 août 1692. Après d’excellentes études classiques, il se rend à Rome pour revêtir l’habit de St-Ignace. Ses supérieurs lui donnent ensuite le titre de préfet des études au Collège pontifical grec de Rome, où il reste jusqu’à sa mort, survenue le 27 septembre 1746. Il fait beaucoup pour les progrès de l’établissement auquel il est attaché. Volpi remplit diverses autres fonctions. Il est censeur ordinaire des livres imprimés à Rome et membre du conseil de la Congrégation des rites.

## Œuvres
- Vetus Latium profanum et sacrum, en 11 volumes in-4°, dans lesquels il est question des races diverses qui peuplèrent l'ancien Latium ;
- Tabula antiatina nuper e ruinis efossa, interpretatione et notis illustrata, 1726, in-4° ;
- Lettre sur cent inscriptions antiques, dans le tome 19 du recueil de Calogerà, imprimé à Venise ;
- deux autres dissertations intitulées Epistolæ Tiburtinæ, dans les tomes 13 et 18 du même recueil ;
- Venetia sacra purpurata, contenant les biographies de tous les cardinaux nés dans la République de Venise, Venise, 1730 et 1734 ;
- Vie de Ste-Marguerite de Cortone, 1728 ;
- Vie de St-Magnus, archevêque et martyr, protecteur de la cité d’Anagni, 1732 ;
- une Vie de St-Ignace, traduite du latin de Giovanni Pietro Maffei. Volpi laissa aussi quelques essais poétiques.